# Entreprise Lanfry
 (août 2017).
Si vous disposez d'ouvrages ou d'articles de référence ou si vous connaissez des sites web de qualité traitant du thème abordé ici, merci de compléter l'article en donnant les références utiles à sa vérifiabilité et en les liant à la section « Notes et références ».
L'entreprise Georges Lanfry est une entreprise du bâtiment française, spécialisée dans la restauration des monuments historiques. La société a son siège à Déville-lès-Rouen.

## Historique
Pierre Baron, maître artisan de la corporation de la maçonnerie de Canteleu, fonde la société en 1774. Pendant 6 générations, la famille tient les rênes de l'entreprise. En 1921, Maurice Baron vend la société à son adjoint Georges Lanfry. De 1921 à 2006, 4 générations de Lanfry vont se succéder à la direction de l'entreprise. À son apogée en 1952 avec la reconstruction urbaine post-Seconde Guerre mondiale, elle totalise plus de 550 collaborateurs. Les cycles de crises du BTP contribueront au fil des décennies à réduire son personnel dans l'activité de gros-œuvre maçonnerie. En 2006, elle totalise 123 collaborateurs spécialisés en taille de pierre, charpente et réparation des bétons architecturaux et fait partie des toutes premières entreprise à recevoir le label Entreprise du Patrimoine. À ce jour[Quand ?], elle compte 56 salariés. 
En 2006, la société est rachetée par le groupe belge Group Monument.
Son siège qui a pendant longtemps été dans l'ancienne maison de campagne du père de Gustave Flaubert a déménagé mi-2006 dans de nouveaux locaux au 18, impasse Barbet. Sur ce site, outre le dépôt, Lanfry dispose d'un atelier moderne de pierre de taille ainsi que d'un atelier de menuiserie et charpente.

## Constructions
- Palais Bénédictine de Fécamp
- Église Saint-Nicaise de Rouen
- Théâtre des Arts de Rouen
- Hôtel du Département de Seine-Maritime à Rouen

## Chantiers de restauration

### En France
- Cathédrale Notre-Dame de Rouen
- Abbaye de Jumièges
- Hôtel de Bourgtheroulde
- Église Saint-Maclou de Rouen
- Église Saint-Ouen de Rouen
- Palais de justice de Rouen
- Gare de Rouen-Rive-Droite
- Gros-Horloge, à Rouen
- Musée des beaux-arts de Rouen
- Collégiale Notre-Dame d'Auffay
- Hôtel de préfecture de la Seine-Maritime, à Rouen
- Monnaie de Paris, à Paris
- École militaire, à Paris
- Hotel de Bourienne, à Paris
- Lycée Lakanal, à Sceaux
- Hôpital général, à Valenciennes
- Musée national de Céramique, à Sèvres
- Cuisine de la conciergerie, à Paris

### À l'étranger
- Cathédrale de Cologne, en Allemagne
- Abbaye Sainte-Marie de la Résurrection d'Abu Gosh, en Israël
- Monastère d'Apostolache, en Roumanie